# 時津町立時津東小学校
時津町立時津東小学校（とぎつちょうりつ とぎつひがししょうがっこう, Togitsu Town Togitsu Higashi Elementary School）は長崎県西彼杵郡時津町浜田郷にある公立小学校。略称「東小」（ひがししょう）。

## 概要
歴史
時津町の児童数増加に伴い、1976年（昭和51年）に時津町立時津小学校から分離して開校した。2016年（平成28年）に創立40周年を迎えた。
そいて2025年に創立50周年を迎える。
教育目標
「思いやりのある子ども、自ら学ぶ子ども、元気でたくましい子ども」
校章
中央に「時津東」の文字（縦書き）を置いている。 仲良く手をつないで守っている姿を 上部から見てデザインしたものです。
校歌
作詞は入口健爾、作曲は岩本武保による。3番まであり、各番とも「伸びゆく時津東小学校」で終わる。
校区
住所表記で時津町の後に浜田郷、西時津郷が続く地域。卒業生は基本的に時津町立時津中学校に進学する。
特色
丸つけ隊や地域安全見守り隊など学校を応援する地域住民によるサポーターが存在し、地域と連携した教育が行われている。

## 沿革
- 1976年（昭和51年）
  - 3月 - 校舎第一期工事が完成。
  - 4月1日 - 時津町の児童数増加に伴い、時津町立時津小学校から分離し、「時津町立時津東小学校」（現校名）が開校。
    - 浜田郷・小島田郷・西時津郷の児童を収容。児童数527名、15学級でのスタート。
- 1977年（昭和52年）- 第二期工事が完了。体育館が完成。
- 1979年（昭和54年）- 第三期工事が完了。
- 2012年（平成24年）4月1日 - 通級教室を開設。

## アクセス
最寄りのバス停
- 長崎バス 「浜田」バス停

最寄りの国道・県道
- 国道207号

## 周辺
- 時津町リサイクルセンター
- 時津東保育園
- イオン時津店
- なづみ幼稚園
- ドラックストアモリ
- 西彼杵郵便局
- マンガ倉庫 時津店